# Good Partner
Good Partner (en hangul, 굿파트너; McCune-Reischauer, Kutp'at'ŭnŏ)  es una serie de televisión surcoreana escrita por Choi Yu-na, dirigida por Kim Ga-ram y Ahn Ji-sook, y protagonizada por Jang Na-ra, Nam Ji-hyun, Kim Jun-han, Pyo Ji-hoon, Ji Seung-hyun y Han Jae-yi. Se emitirá por el canal SBS del 12 de julio al 20 de septiembre de 2024, en horario de viernes y sábados a las 22:00 (hora local coreana).

## Sinopsis
La serie es un drama legal frío y ardiente sobre Cha Eun-kyung, una abogada estrella cuyo divorcio es su vocación, y Han Yu-ri, una nueva abogada que está experimentando un divorcio por primera vez. Capta de manera realista y directa los grandes problemas y dilemas de las personas que se enfrentan con una ruptura inesperada que no estaba en sus planes de vida, y los momentos en que una familia se rompe. La historia de abogados de divorcios que intentan elegir la mejor opción en el cruel juego de equilibrio de la vida proporciona empatía y catarsis.

## Reparto

### Principal
- Jang Na-ra como Cha Eun-kyung, una abogada estrella cuya «vocación» es el divorcio. Es una abogada veterana con diecisiete años de experiencia que todos reconocen, y tiene un carácter de persona directa y luchadora. Cha Eun-kyung, que está al borde del divorcio a pesar de su título como abogada de divorcios de la nación, se enfrenta a un gran cambio cuando se encuentra y forma alianzas con Han Yu-ri.[3][4]
- Nam Ji-hyun como Han Yu-ri, una abogada novata que está pasando por un divorcio por primera vez. Incapaz de tolerar la injusticia, choca constantemente con Eun-kyung, quien cree que los intereses de la empresa son lo primero y que un verdadero abogado debe cumplir el papel de representante incluso si el cliente ha hecho algo malo.[3][5][6]
- Kim Jun-han como Jung Woo-jin, un abogado júnior de Eun-kyung y jefe del equipo de divorcios 2 en el bufete Daejeong. Tiene un carisma gentil que alterna entre cariño y frialdad. Él es en quien confía Eun-kyung, a la que sabe frenar cada vez que pierde los estribos. Pero con la crisis de divorcio de ella, él también sufre cambios.[3][7]
- Pyo Ji-hoon como Jeon Eun-ho, un abogado optimista que predica el «equilibrio entre amor y trabajo». Se convirtió en el marcador dedicado de Yu-ri después de recibir órdenes de evitar la salida frecuente de nuevos miembros del equipo de divorcio, y reduce la distancia entre ella y Han Yu-ri.[3][7]
- Ji Seung-hyun como Kim Ji-sang, el marido de Eun-kyung, un hombre al límite que se preocupa por su familia. También es consultor médico en el bufete de abogados Daejeong y se dedica voluntariamente al «Cuidado de Cha Eun-kyung» por el bien de los sueños de su esposa y por una familia feliz, pero su relación comienza a tambalearse cuando surge una crisis.[8][9][10]
- Han Jae-yi como Choi Sa-ra, secretaria de Eun-kyung durante diez años. Una persona con tenacidad que se incorporó a la empresa como secretaria y ascendió hasta el puesto de jefa del departamento, ayudando con documentos legales. Usando la admiración y los celos como fuerza motriz, avanza hacia su objetivo, pero debe afrontar una catástrofe cuando cruza una línea roja.[8][11]

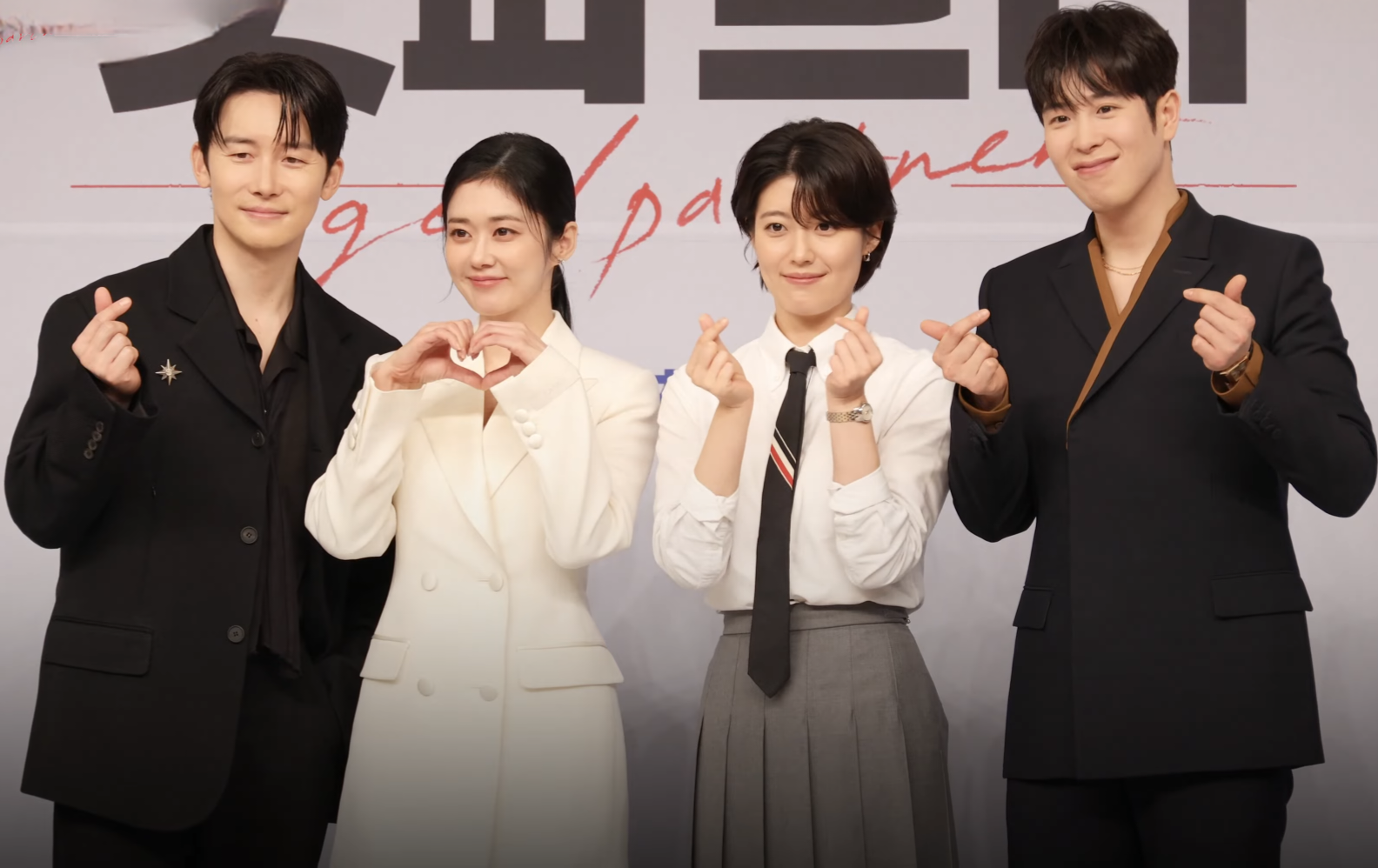
Los protagonistas en la presentación de la serie (julio de 2024)

### Secundario

#### Familia de Eun-kyung
- Jeon Yu-na como Kim Jae-hee, la hija de Eun-kyung y Ji-sang; es una persona con una personalidad aguda, como su madre Eun-kyung, y un carácter muy sensible, como su padre Ji-sang. A diferencia de sus amigos, se siente triste porque pasa menos tiempo con su madre, pero parece ser más madura y de corazón más profundo que sus compañeros.[12][13]

#### Bufete de abogados Daejeong
- Jung Jae-sung como Oh Dae-gyu, director ejecutivo del bufete Daejeong, que como tal da la mayor importancia a la reputación de la empresa y siempre mantiene una actitud autoritaria.[14][15]
- Kim Mi-hwa como la directora Ahn, secretaria del equipo de divorcios 2 del bufete de abogados Daejeong. Es la persona de mayor antigüedad y la más experta. También es muy ingeniosa y se la puede considerar el principio y el fin de los rumores dentro del bufete.[16]

#### Familia de Yu-ri
- Seo Jeong-yeon como Kim Kyung-sook, la madre de Yu-ri.[17][18]
- Lee Yoon-geon como Han Myeong-jong, el padre de Yu-ri (episodios 2, 7, 16).

#### Otros
- Kim Byeong-chun como Kang Sang-ju, director ejecutivo del bufete de abogados Kang Sang-ju. Es exfiscal y abogado. También es compañero de clase de Dae-gyu en el Instituto de Investigación y Formación Judicial y hará lo que sea para competir con él.[16]
- Jeon Jin-ki como Hong Joon-kyung, un juez presidente con una personalidad tranquila a pesar de estar en el tribunal todos los días y evaluar la situación con sabio juicio.[16]

#### Casos de divorcio (apariciones especiales)
- Yoon Geum-seon-ah como Kim Min-jeong, clienta del bufete Daejeong (episodios 2 y 5).[18]
- Han Eun-seong como Park Min-seok, el marido adúltero de Min-jeong.[18]
- Nam Tae-woo como Kim Jun-hee, cliente del bufete.[18]
- Bae Woo-hee como Choi Mi-jin, la mujer adúltera de Jun-hee.[18]
- Lee Yun-geon como Han Myeong-jong.
- Lee Jin-hee como Kim Hee-ra.
- Kim Ga-young como inspectora de limpieza.
- Shim So-young como Kim Eun-hee (episodios 1 y 5).
- Jang Hyuk-jin como Park Jong-sik (episodios 1, 5 y 9).
- Ahn Hye-kyung como ella misma, presentadora de programas de televisión (episodios 2 y 9).
- Kim Jung-young como Park Jin-sook (episodios 3, 5, 14).[19]
- Kim Hak-sun como Kim Jong-bok, el marido de Park Jin-sook (episodios 3, 5, 14).[20]
- Jeong Seok-yong como Jang Hyeon-seong, marido de Kim Se-hee (episodio 4).[21]
- Jung Ae-youn como Kim Se-hee, la esposa de Jang Hyeon-seong (episodios 4 y 9).[21]
- Jung Young-joo como Go Yoo-soon (episodio 5).
- Kwak Ja-hyung como Yoon Cheol-min (episodio 5).
- Lee Seo-hwan como el juez (episodios 6 y 10).
- Go Geon-han como Kim Ho-seok, marido de Choi Hyun-seo (episodio 6).[22]
- Park Ji-yeon como Choi Hyun-seo, mujer de Kim Ho-seok (episodio 6).[22]
- Hwang Jung-min como la madre de Jeon Eun-ho (episodios 7, 10 y 15).
- Seo Sang-won como el padre de Jeon Eun-ho (episodios 7 y 15).
- Choi Deok-moon como Park Ji-hwan (episodio 8).[23][24]
- Yoon Sang-hyun como Park Seo-jin, hijo de Park Ji-hwan (episodio 8).[24]
- Ji Ye-eun como Jang Seon-ah, amante de Park Chan-seong (episodio 9).[25][26]
- Bae Yoo-ram como Park Chan-seong, amante de Jang Seon-ah (episodio 9).[25][26]
- Kim Bo-jeong como Oh Soo-eun (episodio 9).
- Cha Mi-kyung  como Lee Soon-rye (episodio 10).[27]
- Lee Han-wi como como Kim Yeong-cheol (episodio 10).[27]
- Lee Si-eon como Kim Hoon (episodio 11).
- Kim Tae-jeong como Lee Seung-jun (episodio 11).
- Kim Si-hyeon como Kim Ha-yoon (episodio 11).
- Kwak Si-yang como Cheon Hwan-seo, marido de Yoo Ji-young (episodios 12 y 13).[28]
- Park Ah-in como Yoo Ji-young, mujer de Cheon Hwan-seo (episodios 12 y 13).[28][29]
- Park Jeong-hak como Cheon Doo-yeong (episodios 12 y 13).
- Lee Deok-hee como la madre de Yu Ji-young (episodios 12 y 13).
- Ahn Se-ho como el fiscal (episodio 13).
- Joo Joo-eun como Joo Joo-eun (episodio 13).
- Park Myung-shin como Jeong Jeong-sook (episodio 14).
- Kim Young-woong como Kim Chang-seop (episodio 14).[30][31]
- Kim Nan-hee como una clienta de la casa de juegos (episodio 14).[30]
- Lee Tae-sung como Choi Jin-hyuk (episodio 15).[32]
- Shin So-yul como Lee Seong-hee (episodio 15).[32][33]
- Go Ah-sung como Lee Han-na, nueva abogada de divorcios en el bufete de abogados Daejeong (episodio 16).[34][35]
- Son Ji-na como Park Ae-yeon, esposa de Oh Dae-gyu y madrastra de Woo-jin (episodio 16).[35]

## Producción y promoción
Good Partner está escrita por Choi Yu-na, dirigida por Kim Ga-ram (director también de The Vampire Detective en 2016 y de Flower Crew: Joseon Marriage Agency en 2019) y planeada y producida por Studio S y Studio & New. La guionista es realmente una abogada de divorcios, muy conocida por el público gracias a su presencia en las redes sociales, en particular Instagram con el instatoonsobre divorcios Marriage Red.
El 16 de enero de 2024 se confirmó el reparto de protagonistas y se anunció que el comienzo del rodaje era inminente para que la serie fuera transmitida a lo largo del mismo año.

### Promoción
El 30 de mayo de 2024 el equipo de producción distribuyó imágenes de la lectura del guion. El 7 de junio lanzó el primer avance. El 11 de junio publicó el cartel principal de la serie, con las dos protagonistas, y tres días después algunos fotogramas. El 20 de junio publicó un nuevo cartel que reproduce al equipo legal de divorcios del bufete Daejeong. El 21 de junio lanzó el tercer avance de la serie, cinco días después cuatro carteles de personajes (los de Jang Na-ra, Nam Ji-hyun, Kim Jun-han y Pyo Ji-hoon), y el día 28 del mismo mes, un cuarto avance y un cartel especial que muestra a las dos abogadas protagonistas.
El 26 de junio de 2024 la revista de moda Elle publicó un reportaje fotográfico acompañado de una entrevista de las actrices Jang Na-ra y Nam Ji-hyun. La primera mencionó durante la entrevista que ya con anterioridad era seguidora en Instagram de la guionista Choi Yu-na, con la que tuvo varias conversaciones antes del rodaje que le ayudaron a asimilar el vocabulario legal y el modo de trabajo de los abogados.

## Audiencia
La serie comenzó con una óptima acogida del público; el segundo episodio tocó el 8,7 % nacional, ocupando el primer lugar entre todas las series emitidas en la misma franja horaria. En los episodios sucesivos fue creciendo paulatinamente hasta tocar el 17,7 % en el n.º 7; en el 9 llegó al 17,2 % (con un pico del 20,1 %) ocupando el primer lugar no solo entre los programas del sábado, sino también entre todos los programas de la semana.
| Temporada | Temporada | Episodio número | Episodio número | Episodio número | Episodio número | Episodio número | Episodio número | Episodio número | Episodio número | Episodio número | Episodio número | Episodio número | Episodio número | Episodio número | Episodio número | Episodio número | Episodio número | Promedio |
| Temporada | Temporada | 1               | 2               | 3               | 4               | 5               | 6               | 7               | 8               | 9               | 10              | 11              | 12              | 13              | 14              | 15              | 16              | Promedio |
| --------- | --------- | --------------- | --------------- | --------------- | --------------- | --------------- | --------------- | --------------- | --------------- | --------------- | --------------- | --------------- | --------------- | --------------- | --------------- | --------------- | --------------- | -------- |
|           | 1         | 1.349           | 1.551           | 1.898           | 2.524           | 2.213           | 2.440           | 3.431           | 2.634           | 3.473           | 2.765           | 2.727           | 2.515           | 3.007           | 2.801           | 3.199           | 2.829           | 2.585    |

| Episodio | Fecha de emisión         | Índices de audiencia (Nielsen Korea) | Índices de audiencia (Nielsen Korea) |
| Episodio | Fecha de emisión         | Nacional                             | Seúl                                 |
| --- | ------------------------ | ------------------------------------ | ------------------------------------ |
| 1 | 12 de julio de 2024      | 7,8 % (3.ª)                          | 8,1 % (2.ª)                          |
| 2 | 13 de julio de 2024      | 8,7 % (2.ª)                          | 8,8 % (2.ª)                          |
| 3 | 19 de julio de 2024      | 10,5 % (2.ª)                         | 10,9 % (1.ª)                         |
| 4 | 20 de julio de 2024      | 13,7 % (2.ª)                         | 14,1 % (2.ª)                         |
| 5 | 26 de julio de 2024      | 12,1 % (2.ª)                         | 13,2 % (1.ª)                         |
| 6 | 16 de agosto de 2024     | 13,6 % (2.ª)                         | 14,3 % (2.ª)                         |
| 7 | 17 de agosto de 2024     | 17,7 % (2.ª)                         | 18,7 % (1.ª)                         |
| 8 | 23 de agosto de 2024     | 14,6 % (1.ª)                         | 15,3 % (1.ª)                         |
| 9 | 24 de agosto de 2024     | 17,2 % (2.ª)                         | 17,8 % (1.ª                          |
| 10 | 30 de agosto de 2024     | 15,5 % (1.ª)                         | 16,0 % (1.ª)                         |
| 11 | 31 de agosto de 2024     | 15,4 % (2.ª)                         | 15,7 % (2.ª)                         |
| 12 | 6 de septiembre de 2024  | 14,4 % (1.ª)                         | 14,8 % (1.ª)                         |
| 13 | 7 de septiembre de 2024  | 16,3 % (2.ª)                         | 16,9 % (1.ª)                         |
| 14 | 13 de septiembre de 2024 | 15,7 % (1.ª)                         | 16,8 % (1.ª)                         |
| 15 | 14 de septiembre de 2024 | 16,7 % (2.ª)                         | 16,8 % (2.ª)                         |
| 16 | 20 de septiembre de 2024 | 15,2 % (1.ª)                         | 15,7 % (1.ª)                         |
| Promedio | Promedio                 | 15,7 %                               | 14,6 %                               |
| - En la tabla superior, los números azules representan las calificaciones más bajas y los números rojos representan las más altas. |                          |                                      |                                      |